# Нехранице
Не́хранице (Нехраницка-Надрж; чеш. Nechranice) — большое водохранилище в районе Хомутов Устецкого края на северо-западе Чехии. Введено в эксплуатацию в 1968 году на 104 километре реки Огрже. Входит в пятёрку крупнейших водохранилищ страны по площади водной поверхности и объёму заключённой воды.
Площадь — 13,38 км², объём — 287,56 млн м³.
Основное место для занятий виндсёрфингом в Чехии.
На водоспуске водоёма работает малая ГЭС полной мощностью в 10 МВт (2 агрегата по 5 МВт).